# Lagfaren domare
Lagfaren domare är i Sverige en juristdomare. En lagfaren domare ska vara svensk medborgare och ha avlagt för behörighet till domarämbete föreskrivna kunskapsprov. Lagfarna domare tjänstgör framför allt i de allmänna domstolarna (tingsrätter, hovrätter och Högsta domstolen) och de allmänna förvaltningsdomstolarna (förvaltningsrätter, kammarrätter och Högsta förvaltningsdomstolen) men även i specialdomstolar. Med uttrycket lagfaren domare avses dels ordinarie domare, såsom rådmän, chefsrådmän, lagmän, hovrättsråd och justitieråd, dels andra yrkeskategorier som även utför domarsysslor, såsom assessorer, fiskaler, beredningsjurister och behöriga notarier.

## Uttrycket "lagfaren"
Uttrycket ”lagfaren” definieras i förordningen (2007:386) om kunskapsprov för behörighet som domare, m.m. Såsom kunskapsprov för behörighet att utöva domartjänst gäller juristexamen enligt bilaga 2 till högskoleförordningen (1993:100) eller motsvarande äldre examen (juris kandidatexamen eller juristexamen). Det som i lag eller annan författning sägs om lagfaren eller lagkunnig avser den som har avlagt sådan examen. Med svensk juristexamen jämställs, under vissa förutsättningar, fullbordad juristutbildning som till övervägande del har ägt rum i Danmark, Finland, Island eller Norge.